# Das Treffen in Valladolid
Das Treffen in Valladolid ist der Titel eines im Auftrag der European Broadcasting Union (EBU, dt. Europäische Rundfunkunion) von dem englischen Schriftsteller Anthony Burgess, Autor des Zukunftsromans A Clockwork Orange (dt. Uhrwerk Orange), geschriebenen Hörspiels. Es wurde erstmals am 10. April 1991 von nahezu allen damaligen Mitgliedsländern der EBU, darunter Finnland, Irland, Island, Israel, Polen, Portugal und Griechenland in ihrer jeweiligen Landessprache produziert und zeitgleich mit allen damaligen Sendeanstalten der ARD ausgestrahlt.

## Inhalt
In dem Hörspiel geht es um ein fiktives Treffen eines englischen Schauspielers und eines spanischen Poeten am Grab des englischen Autors William Shakespeare. Dieser ist nach dem julianischen Kalender am gleichen Tag gestorben wie der spanische Autor Miguel de Cervantes, am 23. April 1616. Anlass sind die in Valladolid stattfindenden Friedensverhandlungen zwischen den bisherigen Kriegsparteien Spanien und Königreich England mit dem Ziel eines ewigen europäischen Friedens.
Aus dem Exposé:

„... In London, in England, kennt man das Ensemble des Globe Theatre als die gefeierten und berühmten Kings Men. In Spanien weiß man von Shakespeares Theaterarbeit freilich nichts, oder wenig genug, um sie, wie der große Kollege Lope de Lega das tut, gnadenlos zu schmähen. Aber auch die englischen Diplomaten, in deren Gefolge die Kings Men mitgereist sind, begreifen nichts von der gemeinten kulturellen Botschaft; sie sind längst eingeschlafen, als das spanische Publikum eine gewaltige Extravorstellung, eine Collage aus Hamlet und Falstaff, auszupfeifen beginnt. 1604, in Valladolid, ist gewiß kein europäischer Kulturkanal eröffnet worden. Indem Burgess das Treffen dort erfunden hat, hat er zugleich auf die Unterschiede in den Traditionen, Religionen und Kulturen verwiesen. Drastisch ironisiert er die Idee, mit politischen Einigungen ließe sich der Kulturschock ersparen, das harte Aufeinanderprallen ästhetischer Gegensätze. Shakespeare, der nach seinem Streit mit Cervantes, nach dem ganzen Fiasko aus Spanien regelrecht geflohen ist, hat dann doch dazugelernt: an seinem Grab.“

## Die deutschsprachige Produktion
Für den deutschsprachigen Raum inszenierte Hans Gerd Krogmann für den Deutschlandfunk das Hörspiel in Zusammenarbeit mit der Arbeitsgemeinschaft der öffentlich-rechtlichen Rundfunkanstalten der Bundesrepublik Deutschland (ARD), dem Österreichischen Rundfunk (ORF) und der Schweizerischen Radio- und Fernsehgesellschaft (SRG) mit einer Laufzeit von 72'40 Minuten.

### Besetzung
- Reinhard von Stolzmann: Don Manuel
- Gerd Baltus: William Shakespeare
- Anke Tegtmeyer: Anne
- Angelika Thomas: Susanne
- Gert Haucke: Rutland
- Peter Lehmann: Lope
- Johannes Lepper: Armin
- Otto Sander: Burbage
- Derval de Faria: Cervantes
- Josef Meinertzhagen: Bischof
- Dietrich Hollinderbäumer: Hall
- Alf Marholm: Sir Philip
- Juan Porres: Guzmann
- Hajo Förster: Rice[2]